# Semaeopus fuscidiscaria
Semaeopus fuscidiscaria là một loài bướm đêm trong họ Geometridae.